# 野比のび太
- 藤子不二雄（連載） > 藤子・F・不二雄（著作） > ドラえもん > 登場人物 > 野比のび太
- 藤子不二雄 > アニメ > ドラえもん > 登場人物 > 野比のび太

野比 のび太（のび のびた）は、藤子・F・不二雄の漫画『ドラえもん』に登場する架空の少年。
以下は、特記のない限り漫画における設定について記述する。「〜巻」は特記のない限りてんとう虫コミックスでの収録巻。アニメに関する細かな事柄は「#アニメ」内に記述する。

## 概要
勉強もスポーツも苦手で、何をしてもさえない少年。漫画『ドラえもん』は、のび太の不幸な運命を変えるために、22世紀から、のび太の孫の孫・セワシとドラえもんが現代を訪れたことから始まる。
宿題やおつかいなどの困りごとがあったり、ジャイアンとスネ夫にいじめられるなどのトラブルに巻き込まれたりするとドラえもんに泣きつき、未来の便利な道具（ひみつ道具）を出してもらい解決しようとするが、調子に乗って結果的に失敗することが多い。
とはいえ悪乗りさえしなければ基本は人並みの常識と良心の持ち主でありドラえもんも含めた彼以外を軸とする回などでは至極まともなツッコミをいれることも非常に多い。
大長編漫画（および映画の長編作品）では時折勇敢な少年として描かれる。大長編漫画『のび太と銀河超特急』内にはスネ夫が「のび太……、大長編になると、かっこいいことをいう」という台詞を言う場面がある。
作者の藤本は「ぼく自身が野比のび太」「感情移入して描ける」と講演で語っている。藤本はのび太と同様に運動が不得意で、成績はのび太ほど悪くはなく小学校の頃はそこそこだったが、高校卒業時にはビリから数えた方が早いというところまで落ち込んだという。
一人称は「ぼく」。高校生時は「おれ」。

## 設定

### 誕生日
8月7日生まれ。
この設定は1972年7月に発売された『小学四年生』8月号掲載の漫画「ぼくの生まれた日」にて初登場した（生年の詳細は#誕生年または「ぼくの生まれた日」を参照）。
約半年前（1971年12月末）に発売された1972年2月号の「のび太のおよめさん」ではのび太の誕生会の様子が描かれているが、皆、長袖を着用している。いずれも作品が掲載された号の月表示に合わせた季節となっている。

### 誕生年
漫画
そのエピソードののび太の年齢に準ずる。『小学四年生』8月号に掲載された「ぼくの生まれた日」においては「10年前」（同話を掲載した雑誌・単行本の種類によっては具体的な誕生年が記載されているが、いずれも単に発売年の10年前を記したもので、その年代は固定されている訳ではない）。詳細は次項を参照。

### 年齢と学年
雑誌
3歳〜12歳（小学6年生）。
漫画『ドラえもん』は『よいこ』から『小学六年生』まで幅広い年齢層の雑誌に連載されたため、のび太はそれぞれの雑誌の対象読者年齢で描かれている。幼児向け雑誌ののび太はドラえもんよりも低身長で描かれることで幼さが強調されている。
小学校中学年、高学年向けの雑誌ののび太はドラえもんよりも高身長で描かれ、6年生向けの雑誌には「ぼくももうすぐ中学生」という台詞も登場する。
藤子・F・不二雄大全集とデジタルカラー版ではこのような初出時の学年・年齢に関わる台詞が再現されている。
てんとう虫コミックスなどの単行本
雑誌と同様。ただし、学年が特定される箇所はおおむね小学4年生（9〜10歳）。
低年齢向け雑誌に掲載された低身長の幼いのび太は、そのままの姿で単行本に収録されている（容姿の修正は行われていない）。
てんとう虫コミックスなどの単行本では、雑誌掲載時に別の学年となっていた描写は「小学4年生」と矛盾しない表現に変更されている。
必ずしも小学4年生に固定されたわけではなく、小学4年生だと限定される表現もぼかした表現に変更されている箇所がある（6巻「のび太のおよめさん」では、雑誌掲載時の「もうすぐ小学五年生!!」が「もう、りっぱな小学生。」に、「あと二年ほどで中学か……。」が「あとわずかで中学か……。」に変更されている）。
小学4年生だと限定されている表現のうち、ぼかせなかったものはそのまま収録されている（10巻「百年後のフロク」では、のび太が『小学四年生』を購読している様子が描かれている）。
アニメ
1973年放送の第1作、および1979年の第2作放送開始時は小学4年生。のちに小学5年生。

## 容姿

### 顔
丸顔に大きな丸眼鏡をかけている。「どうしてぼくの顔は、まんがみたいなんだろ。」と嘆く場面が描かれている。
作中に登場する野比家代々の先祖の少年時代の顔は、皆のび太に似ている。25年後ののび太はのび助似の風貌になり、眼鏡をかけていない（近眼が治ったため）。
就寝中に目を覚ました直後などには、眼が「3」のような形をしていることがある（いわゆる「寝ぼけまなこ」の状態。
連載初期においては鼻が尖っており、未来の姿（青年以降）では特に鼻の尖り具合が目立つ風貌で描かれていた（青年以降ののび太の顔は、連載初期と中期以降で大きく異なる）。
幼児期までは一切眼鏡をかけておらず、眼鏡をかけ始めたのは小学校に上がってからである。

### 身長
背丈は平均的な高さで、ジャイアンより低く、スネ夫より高い。ドラえもんと比較した場合の身長は、話によって異なる（#年齢と学年を参照）。

### 体格
平均的な体格だがやや痩せ気味。3巻「ぼくを、ぼくの先生に」に登場する高校生ののび太はやや太っているが、33巻「ガッコー仮面登場」の高校生ののび太は平均的な体格である。結婚前ののび太は平均的な体格で描かれているが、45年後ののび太はやや恰幅のいい体格で描かれている。

## 性格

### 長所
人を思いやるやさしい心を持つ
のんびりとした性格で、温厚で優しく、他人を深く思いやる心を持っている。
25巻「のび太の結婚前夜」にてしずかの父は「あの青年は人の幸せを願い、人の不幸を悲しむことのできる人だ。それがいちばん人間にとってだいじなことなんだからね。」とのび太について述べている。
43巻「のび太が消えちゃう?」では、ドラえもんの道具で若い頃のパパの行動を変えたため、パパがママ以外の女性と結婚することになったら自分は消えてしまうとのび太が慌てる場面が描かれているが、なんとかしようとするのを途中でやめようと言い出し「パパの将来をじゃましちゃかわいそうだもの……。」と、「パパへの思いやり」と「この世から消えたくない思い」の間で葛藤する場面が描かれている。
正義感が強い
臆病者だが正義感は強く、誰かを助けるために勇気を振り絞って危険に立ち向かうことも多い。13巻「悪魔のパスポート」では、悪人になろうと試みるも良心がとがめたため結局とりやめ、ドラえもんから「きみが悪者になろうなんて思うのがむりなんだよ。」と親しみを込めて言われる場面が描かれている。『大長編ドラえもん』シリーズではときにジャイアン以上の根性を見せて大活躍し、地球の危機を救うことも少なくない。
夢中になったときの行動力がある
いったん夢中になったものに対しては行動力を発揮する。16巻「宇宙ターザン」にて、大好きな特撮ドラマが打ち切りの危機に瀕した際には、ドラえもんの力を借りて専用スタジオを建設し続行させた。
道具の使い方の天才
道具を使いこなすことについてはとても機転が利き、ドラえもんから「道具の使い方に関しては君は天才だ」と称賛されている。道具を使って金もうけをすることについてはとりわけ発想が富む。
反省する
時としてドラえもんや道具に頼りがちなことを反省し、問題や困難を自力で解決するべく諦めずに奮闘する。
道具を悪用して失敗してしまった際に自責の念に駆られ、正しいやり方でけじめをつけたり、自分の非に気付いた時には言い訳をせずに謝罪をするなど誠実さを見せることもある。
作者の藤本は「のび太にも良いところが一つだけある。それは彼は反省するんです。（中略）いつまでもいつまでも今より良い人間になろうと努力するんです」と語っている。
強い意志
思ったことをやり遂げようとする強い意志を時として見せる。6巻「さようなら、ドラえもん」では、ジャイアンに果敢に立ち向かう姿が描かれている。
その他
『大長編ドラえもん』シリーズのゲストキャラクターとはすぐに仲良くなるなどの社交的な面がある。赴いた地の人々に慕われたり、英雄視されることもあり、時には神として称えられることもある。
自然や動物を愛でる気持ちが人一倍強い。学校の裏山が大好きで、それらに関しての好奇心も強い。

### 短所
怠け者
極めて意志薄弱な怠け者。何か困ったことに出くわすと、大抵は「ドラえも〜ん!!」と泣き叫んでドラえもんに泣き付き、彼のポケットをあてにする。
この性格のため、お使いや草むしりなども苦手である。
無気力
ひどく無気力で、自分のやりたいこと以外は、やらねばならないと分かっていても、進んでやろうとはしない。
面倒くさがり屋
極度の面倒くさがり屋。尿意が限界に近づいても「めんどくさいけどがまんできない」と体を揺するのみで昼寝をやめないほど。
プラス2巻「ドロン巻き物」（1976年）などで風呂に入るのを嫌がる場面が描かれているが、嫌がらずに入浴する回のほうが多い。
すぐ泣く
すぐに泣く。のび太の号泣がドラえもんに道具を出させるきっかけや、物語の騒動の発端になることも多い。
注意力散漫
注意力が極めて散漫。ぼんやり道を歩いていて石につまずき、空き缶で滑って転び、足を踏み外してドブや工事現場へ転落するなどは日常茶飯事である。その上持ち前の運の悪さも重なって、ジャイアンとスネ夫にいじめられる、野良犬に襲われる、どこからともなく飛んできたボールが顔面を直撃するなど、道を歩いているだけで酷い目に遭うこともしばしばある。
勉強嫌い
大の勉強嫌いであり、自主的に宿題を行うことは滅多にない。授業中の居眠りや遅刻、宿題忘れが多く、成績は極めて低い。寝坊などで遅刻することも日常茶飯事だが、本人は寝坊を悪いと思うどころか反対に「遅刻をしても怒られない方法は」や「先生を遅刻させる方法は」「日本中の時計を止める方法は」などと無意味なことを考えるばかりで、「『どうしたら寝坊しないか』とは夢にも考えない。困ったものだ」と、作中のナレーションでも突っ込まれている。
臆病
極度の臆病。幽霊や怪談が苦手で、怖い話をすると失禁したり、靴も履かずに外に逃げ出したりする。怖い夢を見ておねしょをしてしまうこともしばしばある。お化け屋敷も出てきた時には腰を抜かしていた。びっくり箱を開けただけでもすさまじい悲鳴を上げて逃げ出し、ドラえもんからも呆れられる。
27巻「○□恐怖症」（1981年）で「のび太がこわがりそうなもの」を持ち寄るコンクールが行われた際には、ジャイアン、カマキリ、ヘビ、毛虫という順でこわがった。毛虫は竜宮姫子やしずかの背中についたものを払っている描写があるため、人並み以上にこわいわけではない。
調子に乗りやすい
軽率で油断しやすく、すぐ調子に乗ってしまう。よけいな口を滑らせてジャイアンを怒らせ殴られたり、持っていたひみつ道具を奪われることがよくある。
ひみつ道具を調子に乗って使い過ぎたり悪用してしばしば失敗している。ドラえもんにも同様の理由でお仕置きをされる事もある。
道具を使ったことで気が大きくなり、独裁者のような振る舞いをすることもしばしばある。いずれも最終的に自業自得となり本人がひどい目にあっている。
軽はずみ
軽はずみに「恐竜丸ごとの化石を発掘する」などの大きな宣言をし、「できなかったら鼻でスパゲッティを食べてみせる!」などと無茶な約束をすることがある。
落ち込みやすい
心を痛めやすく、ドラえもんの軽い気持ちで言った一言でひどく落ち込むことがよくある（大半はすぐに立ち直る）。落ち込んだ時には、「部屋の隅で壁に向かい、腕を組み、胡坐をかく」といったポーズをよくとる。
その他
忘れっぽく、嫌なことはもちろん重要なこともすぐに忘れてしまう。

言い訳や屁理屈が上手い。

自分の思い通りにならないと感情的になることがある。ドラえもんとママとパパの3人に叱られたときに声を荒らげてしまい、ドラえもんと喧嘩することもある。また、スネ夫とジャイアン、しずかに対しても声を荒らげる場合もある。しずかにとんでもないイタズラをし、面白がることもある

その場の空気を読まず、見当はずれなことを言ってしまうことがある。草花を植えたジャイアンに対し、みんなが彼を誉める中、のび太は「がらにもないこと」といい、ジャイアンを怒らせてしまったことがある（のび太はほうほうのていで逃げ出した後に、「ぼくはつい本当のことを言う」とボヤいている）。

食わず嫌いで、一度できないと決めてかかると頑として努力を拒む。やればできるにもかかわらず、やらないためにできないことも多い。

### 長所であり短所
人の役に立ちたがる
人の役に立ちたいという気持ちが強い。特にしずかを思うあまりに彼女を役に立ちたいという気持ちを起こし、それがおかしな方向に進むことが多い。14巻「悪の道を進め!」では、人の役に立とうと果敢に努力をするが、逆に人に迷惑をかけてしまう場面が描かれている。22巻「うつしっぱなしミラー」では、「うつしっぱなしミラー」をうまく活用し、船乗りの父を持つ転校生を元気づけた。
騙されやすい
人を疑うことを知らない純粋無垢な性格だが、そのためしばしばジャイアンやスネ夫に騙され、4月バカともなると友人たちから集中的に嘘をつかれるターゲットにされてしまう。その一方で、2巻「うそつきかがみ」でお世辞を言われたときは「今まで誰もそんなこと言わないよ」と多少なりとも疑念を抱く態度をとっている（他の友人は疑わずに信じていた）。
楽観的で悲観的
楽観的な面と悲観的な面がある。33巻「ガッコー仮面登場」では、中学生、高校生の自分自身と、学業成績不振の責任をなすり合う事態になっても最後には「少なくとも高校までいけることは、たしかになった。安心した」と笑顔で寝転んで机に向かおうとしない楽観的な面が描かれている。一方で、3巻「ソウナルじょう」では、「幼稚園のプール」というだけで「子供を泣かして追い出される」という悲観的な思考をしてしまう場面が描かれている。
その他
突飛な発想をする一方で、常識にとらわれやすい面もある。特に出木杉はのび太の発想力の豊かさを気に入り、話につき合う場面も多々ある。
頑固に意見を曲げないことがある一方で、人の意見に流されやすい面もある。
細かいことにはこだわらない大雑把な面がある。
流行っているものに目がなく、すぐに飛びつく。

## 能力
体力と知能が「小学二年生ていど」と判定される場面が描かれている（#人生やりなおし機を参照）。

### 学力
成績
成績は極めて悪く、基本的にクラスで一番の劣等生として描かれている。ただし、ノビスケの日記には「ビリから二番」と記されている（作中でのび太よりも成績が悪い児童が描かれたのは23巻「ぼくよりダメなやつがきた」の多目くんのみ）。
テスト
0点の答案をよく貯め込む。それがママに見つかり叱られることも多い。
1980年には6年生、1985年には5年生ののび太が5回に1回の割合で0点を取ることが語られた。1990年には3年生ののび太が10回に1回の割合で0点を取ることが語られた。
37巻「ふきかえ糸電話」では、テストで0点を取る頻度があまりに多いため先生に「どうしてそんなに0点ばかり取るんだ?」と聞かれ、無表情で「先生がくれるから……」と答えたところ、「まるで反省しとらん!」と激怒される場面が描かれている。
算数のテストで自力で100点をとったことがある（「#算数」を参照。ママは感動して泣き、答案用紙を額縁に入れて飾ろうとした）。
26巻「タイムカプセル」（『小学五年生』1981年11月号）には、25年後ののび太が息子のノビスケに100点の答案（上記の算数のテストとは別のもの）を見せる場面がある。のび太は独り言で「いっぺんだけもののはずみで百点取ったんだ。しまっといてよかった。」と語っている。
34巻「のび太もたまには考える」（『小学六年生』1983年3月号）では、道具による不正で100点を取っている。36巻「サカユメンでいい夢みよう」では出鱈目な解答を書きまぐれで95点。39巻「具象化鏡」、大全集10巻「人間カメラはそれなりに写る」では65点。37巻「のび太の0点脱出作戦」では、時門で時間の流れを遅くしつつ自らの正当な努力で65点。20巻「アヤカリンで幸運を」では、しずかの幸運を分けてもらうことで30点を取り、ママから「まあ、30点もとったの。よかったわね」と褒められている。28巻「大ピンチ! スネ夫の答案」では10点で「思ったよりよかった」と喜んでいる。
正かくグラフ「いいあたま」
ドラえもんの道具「正かく確グラフ」による「いいあたま」の計測結果は2マス分（しずかは6マス分）である。
国語
漢字が苦手で、自分の名前の「のび太」を「のび犬」と書くことが一度ならず何度もある。「太」を書く際に正しい文字を忘れ、「大」の右上と内側の両方に点を書く場合もあるが、本人は「両方に点があるならまあいいだろ」と言い、叔父宛の手紙にそう書いたのをそのまま出した。ほかにも「ミラー怪人」を「ミラー貝入」、「血」を「皿」と、「配」を「己酉」と、「今日」の「今」を左右逆に、「日」を「目」に、「恋人」を「変人」に書き間違えている。
ひらがなも苦手で、「よろこぶ」を「よろころぶ」、「おじょうさん」を「おしょうさん」、「はなれててくださいな」を「はなれててくだちいな」、「図かん（図鑑）を」を「図かんお」、「今日は」を「今日わ」などがある（しかし日本語の使い方を間違えることは少ない）。
大長編『のび太と鉄人兵団』ではミクロスに対して、ひねりのあるナゾナゾを出題する場面が2回ある。
算数
計算も非常に苦手で、「1+1=11」「4×2=6」「15-3=8」「6×7=67」「6×6=63」 と答えたことがあるが、その一方で後述の通り人並みに掛け算ができる描写もある。
17巻「バイバイン」（『小学三年生』1978年2月号）では8×2ができずに「ええと……たくさんになるんだ」と言う場面が描かれている。
しかし、21巻「ひろびろ日本」（『てれびくん』1980年3月号）では、通学時間が「いつもの15分の10倍で150分、2時間半!」という計算を暗算ですぐに行っている。
25巻「な、なんと!!のび太が百点とった!!」（『小学六年生』1981年5月号）では、算数のテストの「{\displaystyle {\tfrac {3}{8}}} × {\displaystyle x={\tfrac {9}{10}}}」（8の下部は指で隠れている。{\displaystyle x}が含まれている）、「{\displaystyle {\tfrac {2}{3}}\div 0.25\div 0.8=3{\tfrac {1}{3}}}」などの問題に自力で正答し百点を取っている。
タイムマシンに乗り江戸時代での生活を試みた30巻「昔はよかった」（『小学六年生』1981年7月号）では、目的地までの距離を「三里＝12km」と、尺貫法からメートル法にすぐに換算している。
理科
磁石の原理を知っている（ジャイアンは知らなかった）
ドラえもんが自身のもとへ来た目的を聞いた際、自分の将来（特に結婚相手）が変わった場合、それによってセワシが生まれない可能性（タイムパラドックス）を指摘している。
魚は元々陸上の生物であり海水浴に出かけてそのまま居着いたと思っていた。
社会
『のび太の魔界大冒険』では、出木杉英才に魔法のことを自分から聞きに行く場面があるが、出木杉による魔女狩りなどについて語る細かい解説を理解していると思われる描写がなされている。

### 身体能力
運動能力は極めて低くけんかにも弱い。
ドラえもんの道具「正かく確グラフ」による「力もち」の計測結果は3マス分（ジャイアンは10マス分）である。
ジャイアンとスネ夫に「運動神経ゼロ」とバカにされ、スタミナもなく、学校の体育のマラソンでものび太一人だけがバテて遅れる。そんな短所を積極的に努力して改善する場面は少なく、ドラえもんに運動が上手くなる道具をねだってばかりいる。
射撃と、それに伴うアクションは得意（#射撃を参照）。
野球
野球を好んでいる描写はあるが、草野球の成績は打率1分（100打数で1安打）、防御率は2試合2イニングで405.0（ただし、これは失点をすべて自責点であると仮定したものである）、エラー多数。守備位置はライトを守ることが多い。
水泳
全く泳ぐことができないカナヅチ。夏になると「あー練習しておけば良かった!」と昨夏を後悔したり「今年こそは!」と誓ったりすることが複数回ある。

### その他能力
技術力
工作を苦手としている様子が複数の回で描かれているが、ものづくりの意欲はあり（6巻「のび太漂流記」では自分が乗れるいかだを割り箸で作ろうとする）、器用に工作を行う場面も描かれている。
25巻「のび太のスペースシャトル」では、ゴム風船のスペースシャトルを工作する場面が描かれている。
30巻「ハツメイカー」では、「ハツメイカー」が出した設計図に従って、のび太が作った機器はすべて動作した。
39巻「のび太の模型鉄道」では、鉄道模型の寝台車にベッドを組み込むという細かい作業を行っている。
絵の才能
絵を描くのが苦手。画家志望だったパパが不思議がる場面が描かれている。
3巻「そっくりクレヨン」（1971年）では、ドラえもんに犬の絵を猫の絵と勘違いされた。
5巻「つづきスプレー」（1972年）では、の舳先だけを丁寧に描くことで、道具の力で戦艦大和全体の上手な絵を描くことに成功した。
8巻「ロボットがほめれば…」（1974年）では、美術評論家のしずかのおじに絵を見せたところ幼稚園の頃描いたものだと勘違いされた。
自分でも絵の下手さは自覚しており、しずかをモデルに人物画を描いた際には誤魔化してしずかに見せず、後で自分の絵を「こんなの見せたらどんなに怒るか」と評している。
絵を描くこと自体は決して嫌いではなく、漫画を大量に描いたり、落書きを楽しそうに描いている場面もある。
『のび太の創世日記』（1994年）では、ドラえもんが恐竜の絵をトカゲの絵だと勘違いした。
歌唱力
カラー作品集5巻「未来から来たドラえもん」（1969年）、8巻「ぼく、マリちゃんだよ」（1973年）、11巻「テレビ局をはじめたよ」（1973年）などにて歌が下手なことが語られている。
読書力
読書に熱中する場面が多数描かれている。活字ばかりの本を苦手とする場面が出てくることもあるが、強制や義務で読まなければいけないことが嫌いなだけで、自分から興味を持った書物は楽しんでいる。
3巻「シャーロック・ホームズセット」（1973年）では、歩きながら『シャーロック・ホームズ』を夢中で読み耽る場面が描かれている。
8巻「とう明人間目ぐすり」（1974年）では、H・G・ウェルズのSF小説『透明人間』に興味を持ち早く貸してほしいと頼む場面が描かれている。
10巻「のび太の恐竜」（1975年）では、恐竜化石発掘の実現に向けて関連書籍を大量に読み漁る場面が描かれている。
13巻「ロケットそうじゅうくんれん機」（1977年）では、『大宇宙の冒険』という題名の書籍を興奮した様子で読んで、宇宙飛行士に憧れる場面が描かれている。
45巻「南海の大冒険」（『小学三年生』1980年9月号）では、『宝島』を読んで感激する姿が描かれている。
27巻「人間ブックカバー」（『小学三年生』1982年4月号）の中で、『赤毛のアン』（宿題のために読まなければいけない本）を手にしたのび太は「こういう本は手に取っただけで気が重〜くなって、」「ページをめくっただけで頭がズキンとして、」「二、三行読むと、目がまわりはじめて……。」と語り、ドラえもんが「一ページも読まないうちに眠っちゃうのね。」と続けて語っているが、その後、道具の力で出木杉に『十五少年漂流記』を途中まで朗読してもらううちに夢中になり、本を借りて夜中まで読書を続ける姿が描かれている。
32巻「本はおいしくよもう」（1982年12月末発売の『小学五年生』1983年2月号）の中では、シュバイツアーの伝記（親から強制された本）を読むにあたり「（こういう本は）手にとっただけで頭がズキンとして……、」「ひらくと熱がでて目がまわってはき気がして、」「二、三ページで意識不明。」と述べている。

## 特技

### 睡眠
昼寝が得意。
6巻「夜の世界の王さまだ!」の冒頭ではのび太自身が、学校から帰って疲れているからと眠り、友達と遊んでまた疲れて眠り、夕食が終わるとテレビを見て終わる頃にはがっくりして眠るという話を自ら語っている。続けて「ぼくはねすぎる。24時間の半分、ねてる。」とも語っている。
7巻「小人ロボット」では、目を閉じて「一、二、三……。グウ。」と数を3つ数えるだけで眠れる様子が描かれている。
30巻「ねむりの天才のび太」では、立った姿勢から0.93秒で横になって座布団を枕に眠りにつくことが可能な様子が描かれている。もしもボックスで作った「ねむればねむるほどえらいという世界」では、この速さはオリンピックのいねむり種目に日本代表として大活躍が期待できるほど。
あまりに昼寝をしすぎるとさすがに目がさえて眠ることができなくなることもあり、そんな時はしかたなく勉強やテレビを見たり街中を散歩したりすることもある。

### 射撃
連載が進むうちに、射撃が得意という場面が多く描かれるようになった。驚異的な命中精度と早撃ちの技術を持つ。
前史
カラー作品集2巻「アタールガン」（『小学一年生』1970年2月号）、大全集6巻「実物射的で狙い撃ち」（『小学五年生』1977年9月号）では、のび太は射撃が下手な少年として描かれている。

プラス2巻「夢中機を探せ」（『小学二年生』1974年11月号）では、勉強中に鼻糞を飛ばしたところ電球に偶然命中したことで才能に気づき、試しに的を作り鼻糞を当てる練習をする場面が描かれている（百発百中の腕前ではなく、的に当たることもあれば外すこともあるという腕前）。
「けん銃王コンテスト」（1975年）
12巻「けん銃王コンテスト」（『小学六年生』1976年1月号）では、のび太が射撃が得意だという設定を軸として物語が描かれた。
「 ガンファイターのび太」（1980年）
24巻「ガンファイターのび太」（『小学五年生』1980年4月号）では、のび太が西部劇時代のアメリカで活躍する物語が描かれた。

のび太は作品の冒頭で「もしぼくが西部劇時代のアメリカに生まれていたら」と妄想し「きっと拳銃王として、歴史に残るような活躍をしたと思うよ」とドラえもんに語っているが、ドラえもんは「う〜ん。そうかもな」と言いつつも「でも、わかんないよ。きみはおくびょうだから。撃ちあいが始まると、逃げるか、気絶するか……。」と笑っている。

その後、タイムマシンで訪れたモルグ・シティで、昼に2人の無法者を、夜に約30人の無法者を一人で撃退した。昼の撃退の際には本物の拳銃を撃って命中させたことで2人の無法者から血が吹き出しており、のび太は「血が……。ぼくのたまがあたって血が出た。」という言葉とともに気絶し、町長か「強いのか弱いのか、さっぱりわからん。」と評されている（無法者は2人とも夜に包帯をした姿で登場する）。
大長編『のび太の宇宙開拓史』（1980年）
のび太が射撃で敵を倒す場面が複数描かれている。プロの殺し屋・ギラーミンと一対一で対決し、早撃ちで勝利している。対決前にのび太は「ぼくにまかせてくれ。」「なあに負けるもんか。」と語り、そのすぐ後で、初対面の男の恐ろしさを一瞬で見抜く場面が描かれた。
大長編『のび太と鉄人兵団』（1985年）
護送されるリルルを拘束する鎖（上空を移動する1本の鎖）を、スコープも無い拳銃で一発で撃ち抜く場面が描かれている。
大長編『のび太と銀河超特急』（1995年）
ドリーマーズランドの西部の街で保安官になり、この時一つの空き缶に対し、ピストルの弾丸6発を地面に落ちる前に連続で命中させるという離れ技も見せている。その後1人対4人という絶体絶命のピンチに陥ったにも拘らず、空中を1回転しながらピストルを連射し、全員に命中させた。
ヤドリとの戦いではわざと無防備な姿をさらしてヤドリの親玉が憑依した巨大ゴーレムに掴みあげられ、のび太に寄生しようとヤドリがゴーレムから飛び出して襲いかかってくる瞬間を早撃ちで倒した。
デマ
「のび太の早撃ち速度は0.1秒」というのはデマ。

### あやとり
「おどるチョウ」「ギャラクシー」「ほうき星」などの自作技を長期間かけて考案するほど、あやとりに入れ込んでいる。ただしあやとりが好きなのは、こよなく愛しているというよりも「金もかからず、疲れず、腹も減らないから」とのこと。
「あやとり世界」
15巻「あやとり世界」では、もしもボックスによって作られた「あやとりの世界」において、のび太があやとりの才能を発揮する様子が描かれた。以下は現実世界での出来事ではない。
のび太は空地であやとり技を披露したことで「天才だ!!」と皆から尊敬され、テレビ中継で流れたプロの技を「てんでようち!」と評する。「全日本プロあやとり協会」からプロになってほしいと言われ、三千万円の契約金が提示された。プロになる有名な少年という評判はすぐに町中に広まった。
28巻「家元かんばん」であやとりの家元になったところ、家一杯になるほどの弟子が来たことがある。
基本的にはこの特技の評判は高くなく、ジャイアンやスネ夫をはじめとする友人に馬鹿にされる場面、父ののび助から「男の子らしくない遊び」、母の玉子から「何の役にも立たない」と言われる場面、友人たちに披露しようとするもすぐに退散される場面などが描かれている。

### ピーナッツの投げ食い
2巻「ロボ子が愛してる」にて、ピーナッツを連続で空中に放り投げ、すべて口で受け止めるという特技が描かれている（作中に「たったひとつとくいなことがあった」というのび太の台詞がある）。友人たちの受けは今ひとつだった。

### 漫画
漫画やアニメについては、高学年向けや大人向けの作品、少女漫画や少女アニメであっても分け隔てなく親しみ、造詣も深いようである。「ぼくがおもしろいと思ったマンガは必ずヒットする」と自分の審美眼に自信を持っている。本人だけでなく他人からも漫画評論の目利きも見込まれていて、ジャイアンがジャイ子の漫画の批評をのび太に求めたこともあった。だが、本人は絵も下手で漫画を描く才能もまったく持っておらず、ドラえもんの道具で自身の作品を掲載したマンガ雑誌を制作した時は誰にも見向きもされず、スネ夫たちに張り合ってアニメを自作した際もアニメーカーを使うことでドラえもんに制作を丸投げしてしまっていた。

### その他
腕前が不明な技能
12巻「ウラオモテックス」では、足の指でけん玉をする場面が描かれている。けん玉の腕前は安定せず、40巻「架空人物たまご」では「幼稚園のころから努力してようやく皿に乗せられるようになる」、アニメ映画『のび太のワンニャン時空伝』では「もしかめができる」という設定で描かれている。
19巻「天井うらの宇宙戦争」では、足の指でインベーダーゲームらしき物をする場面が描かれている。

## 過去の描写
0歳
のび太の名前には「すこやかに大きく、どこまでも、のびてほしい」という願いが込められていることが過去のパパの口から語られる。
満1歳
13巻「タマシイム・マシン」（『小学四年生』1977年1月号）では、「タマシイムマシン」を使って魂だけが満1歳の頃の時代に戻る物語が描かれている。
3歳
「おばあちゃんのおもいで」では、のび太がおばあちゃん子だった様子が描かれている（「のび太のおばあちゃん」も参照）。
4歳
15巻「人生やりなおし機」では、「人生やりなおし機」を使って頭や力は今のまま、4歳の幼児時代に戻った。のび太は「天才少年」と誉められて浮かれ、調子に乗ってそのまま何の努力もしなくなり、タイムテレビでみた未来（小学4年時）では元より頭が悪くなってしまった。
しずか、ジャイアン、スネ夫の三人とは幼少期からの幼馴染みであり、出木杉も含めて成人後も親交がある。
幼稚園児
6巻「赤いくつの女の子」（『小学六年生』1974年9月号）では、幼稚園に通っている頃ののび太の姿が、回想シーンで描かれている。
のび太はジャイアンとスネ夫にからかわれたことをきっかけに、隣家に住む少女・ノンちゃんに意地悪をして泣かせたうえ、靴を持って帰ってしまう。靴を返せないままノンちゃんは祖父に連れられてアメリカに転居。現在ののび太がタイムマシンで過去に戻り、靴を返す物語。

## 未来の描写

### ドラえもんが来ない場合の未来
下記の回において、セワシ、ドラえもんからの口頭説明などによりのび太が知った未来を記す。のび太は一貫して眼鏡を着用している。
『小学四年生』第1回「未来の国からはるばると」
口頭説明の他、アルバムの写真やそこに添えられた文字で未来が語られる。
大学受験に失敗。1988年、就職できないため自分で会社を始める（雑誌掲載版では父親の会社を継ぐ。掲載号の1970年1月号の18年後）。現在から19年後（起業の1年後）にジャイ子と結婚。1993年、会社が丸焼け（写真内ののび太は花火を持っている）。その2年後に会社がつぶれる。孫の孫の代にまで残る借金を残す。ジャイ子との間に子供を少なくとも6人もうけている。
『小学三年生』第1回「机からとび出したドラえもん」
口頭説明の他、タイムテレビで投影した立体映像で未来が語られる（第2回も同様）。
現在から9年後、大学受験に失敗してくよくよしている。現在から15年後、ゴムひもや歯ブラシの訪問販売員となっている（会社で大失敗をしてクビになったと本人が語っている）。その後、宝くじに当たり小さな会社を設立て社長になるが、1年後につぶれる。
『小学三年生』第2回「愛妻ジャイ子!?」
20年後に妻のジャイ子に夫婦喧嘩で追われ、35年後に赤ん坊とともに家出するもジャイ子に捕まって連れ戻される。

### ドラえもんが来て変化した場合の未来
ドラえもんが来て現代ののび太が変化したことで、その未来も大きく変化した。その変化が最も大きく描かれた「のび太のおよめさん」（1971年12月発表）以降に描かれたのび太の未来を以下に記す。あくまでもその回の時点でタイムマシンなどで確認されたのび太の未来であり、確定した未来ではない。「毎日の小さな努力のつみかさね」により歴史は作られ、運命は常に変わり続けている。
中学と高校
3巻「ぼくを、ぼくの先生に」（1973年）、33巻「ガッコー仮面登場」（1984年）には、中学生と高校生ののび太が登場する（どの年代ののび太も学業不振の問題を抱えており、時に対立する）。
中学と大学
プラス2巻「大きくなってジャイアンをやっつけろ」（『小学四年生』1973年2月号）には、中学生（3年後）と大学生ののび太が登場する。
高校と大学
42巻「宇宙完全大百科」（1990年）に登場する未来の百科事典には、高校は「もののはずみで合格」、大学は「一浪ののち補欠入学」と記されている。
婚約（14年後）
20巻「雪山のロマンス」（『小学六年生』1978年10月号）では、のび太としずかが婚約した日付が14年後の10月25日であることがドラえもんの口から語られている。その少し前に雪山でしずかが遭難するが、その時代ののび太は風邪で寝込んでいたため、現代ののび太がタイムふろしきで大人の姿になって助けに行くが、失敗ばかりして情けない姿を見せる。その後、しずかは「のび太さんと結婚するわ。」「そばについててあげないと、あぶなくて見てられないから。」と述べる場面が描かれている。
結婚前夜
「のび太の結婚前夜」では、免許を取得済でオープンカーを運転する様子が描かれている。ジャイアンやスネ夫、出木杉との友人関係も健在であり、結婚前夜祭と称して酒宴を共にしている。
25年後
6巻「のび太のおよめさん」（『小学四年生』1972年2月号）では、25年後ののび太の家が描かれている（「#未来の住所」も参照）。25年後のび太は登場しないが、妻のしずかと、息子のノビスケが登場する。
16巻「りっぱなパパになるぞ!」（『小学六年生』1977年3月号）では、現代ののび太が25年の自分の様子を見に行く物語が描かれている。未来世界の大人ののび太は眼鏡をかけておらず「なおったのは近眼だけ。」と語っている（この回以降に登場するこの年代ののび太、さらに歳が上ののび太は、眼鏡をかけない姿で描かれている）。
小学生の息子を持つ父親
36巻「のび太の息子が家出した」（『小学六年生』1984年3月号）では、ノビスケが現代ののび太のもとに家出してくる物語が描かれている。未来世界の大人ののび太は「ぼく自身なまけ者で、そのぶんあとでくろうしたからね。」と、勉強の大切さを語っている。
40巻「しずちゃんをとりもどせ」（『小学五年生』『小学六年生』1989年6月号）では、のび太一家と、出木杉一家が勢揃いする場面が描かれている。
45年後
プラス5巻「45年後……」（『小学六年生』1985年9月号）では、45年後ののび太が現代にやってくる物語が描かれている。45年後ののび太が現代のドラえもんと平然と会話している様子が描かれている（ただし現代にやってきてドラえもんと対面した場面は描かれていない。そのため、45年後ののび太がドラえもんと対面した際、感激の再会だったのか、あるいは彼らの交流はずっと続いておりとりたてて感激はしなかったのかは不明）。45年後ののび太は現代ののび太と体を入れ替え、野球をして楽しんだり、少女時代のしずかを見て感激した後で「ぼくらの息子のノビスケもすっかり大きく成長して……、今日スペースシャトルで月へハネムーンに行ったんだよ。」と報告したり、ママを見て「若いなあ……。」と漏らしたり、夕食を食べて「この味!」「ママの味だ!!」と感激する様子が描かれている。

## 関連人物
以下、★印はアニメのみのキャラクター、または藤本による漫画には登場しない名前。

### 親
- 野比のび助（父）
- 野比玉子（母）

### 親戚
野比家か片岡家か判別できないのび太の親戚を記す。
五郎（ごろう）
声 - 峰あつ子（1979.5）→不明（1989.5）→不明（1990.11）→保村真（2012.5）、檜山修之（2017.4、6）
のび太の従兄。野比家の近くのアパートで一人暮らしをしている大学生。のび太と同様にかなりだらしない性格をしており、アパートの室内には本が所々積み重なり、布団の中で寝そべったまま食事をしている。遊び過ぎてお金がなくなったため、空腹のあまり食事を求め、のび太の家に来ることもある。血筋は不明だが、玉子のことを「おばさん」と呼んでいる。第2作第2期ではのび郎の役回りで登場したこともあり、メガネからコンタクトに変えている。従弟と同じくかなりの近眼で、裸眼では何も見えない。
テレビアニメ第2作第2期「半分の半分のまた半分」にも登場した（原作漫画ではのび郎が務めた役回りを担当）。
岡山のおじさん
おはなしバッジ（桃太郎）の効力できび団子を送った。
大阪のおじさん
ドラえもんとのび太におこづかいをあげた。
親戚のお兄さん
親のすねかじりらしく、のび太曰く「今年から勤め出したら、小遣いが貰えなくなって苦しくなった」とのこと。
いつもお小遣いをくれるおばさん
声 - 千々松幸子（1979.11）→水原リン（1997.5）→冨樫かずみ（2013.2）
2巻「かならず当たる手相セット」に登場。野比家を訪れるたびにお小遣いをくれるおばさん。血縁関係の有無は不明。
キイちゃん
声 - 横沢啓子（1979.11）→南央美（1997.5）→長沢美樹（2013.2）
おばさんが連れてきた幼児。2階から物を投げたり、階段から落ちて縄に絡まったのび太に包丁（テレビアニメ第2作第2期ではハサミに変更）を持ち出すなど、過激な行動を取る。
同時期に連載されていた藤子不二雄Ⓐの作品『魔太郎がくる!!』に登場する「阿部切人」を意識したキャラクター。

### 子孫
のび太の子孫と、その家族を記す。
のび太とジャイ子の子供たち
1巻「未来の国からはるばると」などにて、写真や立体映像でのみ登場。のび太とジャイ子が結婚した場合の未来には、少なくとも6人の子供が生まれている。
ノビスケ
声 - 小原乃梨子（1979.4 - 1989.3）→亀井芳子（2005.4 - ）
のび太としずかの子。現在から約15年後に誕生する。現代（のび太が小学生である物語本編）から25年後（2002年の時点で小学生。メガネはかけていないものの、容姿はのび太と瓜二つ。スポーツが得意だが、勉強は苦手。音楽に興味を持っており、「睡眠圧縮剤」を飲めば問題ないと言い訳をして、「プラネッツ」の深夜コンサートに行こうとしたことがある。
父親（のび太）を「わからず屋で頭が古い」、母親（しずか）を「口うるさい鬼ババ」と評しており、特に母親には頭が上がらない様子。しかし実際には親のことを想っており、父親に対しては少年時代のアルバムを読んだりドラミから父親の話が出ると嬉しそうにする、現代にやって来たときに少年ジャイアンの暴力から少年のび太をかばったことがある。
アニメ映画『ドラミちゃん ミニドラSOS!!!』では気性が荒く、ジャイアンやスネ夫の息子たちを子分として従える姿が描かれている。同映画での名前の表記は「のびスケ」。
テレビアニメ第2作1期での名前が「ノビオ」だった時期がある。
ノビスケの妻
漫画「45年後……」にて、ノビスケと結婚したことが語られている女性（詳細は#45年後を参照）。
アニメ映画『ドラミちゃん ミニドラSOS!!!』（1989年3月公開）に登場する少女・ゆかりは、書籍・コロコロデラックス『映画アニメドラえもん のび太の日本誕生』の図解記事内に記載されている系図では「のびスケ」（本アニメ映画内でのノビスケの名称）の将来の妻「ユカリ」として記載されている。藤本の漫画には登場せず、アニメ映画内にも結婚する描写はない。
ノビスケの息子（のび太の孫）
声 - 折笠愛（2012.3）→國立幸（2022.8）
36巻「のび太の息子が家出した」に2コマだけ登場。髪の色は黒ではない。
テレビアニメ第2作1期では、顔はのび太やノビスケに似ており、髪の色は茶色となっている。台詞は「パパったら、頭が古くておこりんぼで勉強しろ、勉強しろと……」のみ。
テレビアニメ第2作2期では金髪で、髪形は曾祖母の玉子に似ている。
セワシの父
ノビスケの孫。のび太のひ孫（曽孫）。
原作漫画の本編には登場しないが、11巻の巻末付録「ドラえもんは22世紀のトーキョーで生まれた」にそれらしき人物が登場する。
アニメ映画『2112年 ドラえもん誕生』（1995年）にも登場する。映画ではコミックスとは顔が異なり、のび太の父ののび助とよく似た顔で口ひげを生やしている。セワシがドラえもんを気に入ったため居候させることを決める。
セワシの母
声-佐久間レイ
てんとう虫コミックス11巻の巻末付録に登場。
アニメ映画『2112年 ドラえもん誕生』にも登場。
セワシ
ノビスケのひ孫。のび太の孫の孫（玄孫、やしゃご）。

### 系図
| 野比家      |             |             |             |              |              |              |              |                                          |                                          |                                          |                                          |                                          |                                          |              |              |              |              |        |        |            |            |            |            |            |            |          |          |            |            |            |            |            |            |      |      |          |          |          |          |          |          |    |    |    |    |
| のび作      |             |             |             |              |              |              |              |                                          |                                          |                                          |                                          |                                          |                                          |              |              |              |              |        |        |            |            |            |            |            |            |          |          |            |            |            |            |            |            |      |      |          |          |          |          |          |          |    |    |    |    |
|             |             |             |             |              |              |              |              |                                          |                                          |                                          |                                          |                                          |                                          |              |              |              |              |        |        |            |            |            |            |            |            |          |          |            |            |            |            |            |            |      |      |          |          |          |          |          |          |    |    |    |    |
| のび平の父★ | のび平の父★ | のび平の父★ | のび平の父★ | のび平の父★  | のび平の父★  |              |              | のび平の母★                              | のび平の母★                              | のび平の母★                              | のび平の母★                              | のび平の母★                              | のび平の母★                              |              |              |              |              |        |        |            |            |            |            |            |            |          |          |            |            |            |            |            |            |      |      |          |          |          |          |          |          |    |    |    |    |
| のび平の父★ | のび平の父★ | のび平の父★ | のび平の父★ | のび平の父★  | のび平の父★  |              |              | のび平の母★                              | のび平の母★                              | のび平の母★                              | のび平の母★                              | のび平の母★                              | のび平の母★                              |              |              |              |              |        |        |            |            |            |            |            |            |          |          |            |            |            |            |            |            |      |      |          |          |          |          |          |          |    |    |    |    |
|             |             |             |             |              |              |              |              |                                          |                                          |                                          |                                          |                                          |                                          |              |              |              |              |        |        |            |            |            |            |            |            |          |          |            |            |            |            |            |            |      |      |          |          |          |          |          |          |    |    |    |    |
|             |             |             |             | のび平★      |              |              |              |                                          |                                          |                                          |                                          |                                          |                                          |              |              |              |              |        |        |            |            |            |            |            |            |          |          |            |            |            |            |            |            |      |      |          |          |          |          |          |          |    |    |    |    |
|             |             |             |             |              |              |              |              |                                          |                                          |                                          |                                          |                                          |                                          |              |              |              |              |        |        |            |            |            |            |            |            |          |          |            |            |            |            |            |            |      |      |          |          |          |          |          |          |    |    |    |    |
|             |             |             |             | のび左エ門   | のび左エ門   | のび左エ門   | のび左エ門   | のび左エ門                               | のび左エ門                               |                                          |                                          | のびろべえ                               | のびろべえ                               | のびろべえ   | のびろべえ   | のびろべえ   | のびろべえ   |        |        |            |            |            |            |            |            |          |          |            |            |            |            |            |            |      |      |          |          |          |          |          |          |    |    |    |    |
|             |             |             |             | のび左エ門   | のび左エ門   | のび左エ門   | のび左エ門   | のび左エ門                               | のび左エ門                               |                                          |                                          | のびろべえ                               | のびろべえ                               | のびろべえ   | のびろべえ   | のびろべえ   | のびろべえ   |        |        |            |            |            |            |            |            |          |          |            |            |            |            |            |            |      |      |          |          |          |          |          |          |    |    |    |    |
|             |             |             |             |              |              |              |              |                                          |                                          |                                          |                                          |                                          |                                          |              |              |              |              |        |        |            |            |            |            |            |            |          |          |            |            |            |            |            |            |      |      |          |          |          |          |          |          |    |    |    |    |
|             |             |             |             | のび作       |              |              |              |                                          |                                          |                                          |                                          |                                          |                                          |              |              |              |              |        |        |            |            |            |            |            |            |          |          |            |            |            |            |            |            |      |      |          |          |          |          |          |          |    |    |    |    |
|             |             |             |             |              |              |              |              |                                          |                                          |                                          |                                          |                                          |                                          |              |              |              |              |        |        |            |            |            |            |            |            |          |          |            |            |            |            |            |            |      |      |          |          |          |          |          |          |    |    |    |    |
|             |             |             |             | ○            |              |              |              |                                          |                                          |                                          |                                          |                                          |                                          |              |              |              |              |        |        |            |            |            |            |            |            |          |          |            |            |            |            |            |            |      |      |          |          |          |          |          |          |    |    |    |    |
|             |             |             |             |              |              |              |              |                                          |                                          |                                          |                                          |                                          |                                          |              |              |              |              |        |        |            |            |            |            |            |            |          |          |            |            |            |            |            |            |      |      |          |          |          |          |          |          |    |    |    |    |
|             |             |             |             | ○            |              |              |              |                                          |                                          |                                          |                                          |                                          |                                          |              |              |              |              |        |        |            |            |            |            |            |            |          |          |            |            |            |            |            |            |      |      |          |          |          |          |          |          |    |    |    |    |
|             |             |             |             |              |              |              |              |                                          |                                          |                                          |                                          |                                          |                                          |              |              |              |              |        |        |            |            |            |            |            |            |          |          |            |            |            |            |            |            |      |      |          |          |          |          |          |          |    |    |    |    |
|             |             |             |             | のび吉       |              |              |              |                                          |                                          |                                          |                                          |                                          |                                          |              |              |              |              |        |        |            |            |            |            |            |            |          |          |            |            |            |            |            |            |      |      |          |          |          |          |          |          |    |    |    |    |
|             |             |             |             |              |              |              |              |                                          |                                          |                                          |                                          |                                          |                                          |              |              |              |              |        |        |            |            |            |            |            |            |          |          |            |            |            |            | 片岡家     |            |      |      |          |          |          |          |          |          |    |    |    |    |
|             |             |             |             | おじいちゃん | おじいちゃん | おじいちゃん | おじいちゃん | おじいちゃん                             | おじいちゃん                             |                                          |                                          | おばあちゃん                             | おばあちゃん                             | おばあちゃん | おばあちゃん | おばあちゃん | おばあちゃん |        |        |            |            |            |            |            |            |          |          | 玉子の父   | 玉子の父   | 玉子の父   | 玉子の父   | 玉子の父   | 玉子の父   |      |      | 玉子の母 | 玉子の母 | 玉子の母 | 玉子の母 | 玉子の母 | 玉子の母 |    |    |    |    |
|             |             |             |             | おじいちゃん | おじいちゃん | おじいちゃん | おじいちゃん | おじいちゃん                             | おじいちゃん                             |                                          |                                          | おばあちゃん                             | おばあちゃん                             | おばあちゃん | おばあちゃん | おばあちゃん | おばあちゃん |        |        |            |            |            |            |            |            |          |          | 玉子の父   | 玉子の父   | 玉子の父   | 玉子の父   | 玉子の父   | 玉子の父   |      |      | 玉子の母 | 玉子の母 | 玉子の母 | 玉子の母 | 玉子の母 | 玉子の母 |    |    |    |    |
|             |             |             |             |              |              |              |              |                                          |                                          |                                          |                                          |                                          |                                          |              |              |              |              |        |        |            |            |            |            |            |            |          |          |            |            |            |            |            |            |      |      |          |          |          |          |          |          |    |    |    |    |
|             |             |             |             |              |              |              |              |                                          |                                          |                                          |                                          |                                          |                                          |              |              |              |              |        |        |            |            |            |            |            |            |          |          |            |            |            |            |            |            |      |      |          |          |          |          |          |          |    |    |    |    |
| 妹          | 妹          | 妹          | 妹          | 妹           | 妹           |              |              | 数人の弟 （のび郎、 ムナシ、 月賦、 柿） | 数人の弟 （のび郎、 ムナシ、 月賦、 柿） | 数人の弟 （のび郎、 ムナシ、 月賦、 柿） | 数人の弟 （のび郎、 ムナシ、 月賦、 柿） | 数人の弟 （のび郎、 ムナシ、 月賦、 柿） | 数人の弟 （のび郎、 ムナシ、 月賦、 柿） |              |              | のび助       | のび助       | のび助 | のび助 | のび助     | のび助     |            |            | 玉子       | 玉子       | 玉子     | 玉子     | 玉子       | 玉子       |            |            | 玉夫       | 玉夫       | 玉夫 | 玉夫 | 玉夫     | 玉夫     |          |          | 兄       | 兄       | 兄 | 兄 | 兄 | 兄 |
| 妹          | 妹          | 妹          | 妹          | 妹           | 妹           |              |              | 数人の弟 （のび郎、 ムナシ、 月賦、 柿） | 数人の弟 （のび郎、 ムナシ、 月賦、 柿） | 数人の弟 （のび郎、 ムナシ、 月賦、 柿） | 数人の弟 （のび郎、 ムナシ、 月賦、 柿） | 数人の弟 （のび郎、 ムナシ、 月賦、 柿） | 数人の弟 （のび郎、 ムナシ、 月賦、 柿） |              |              | のび助       | のび助       | のび助 | のび助 | のび助     | のび助     |            |            | 玉子       | 玉子       | 玉子     | 玉子     | 玉子       | 玉子       |            |            | 玉夫       | 玉夫       | 玉夫 | 玉夫 | 玉夫     | 玉夫     |          |          | 兄       | 兄       | 兄 | 兄 | 兄 | 兄 |
|             |             |             |             |              |              |              |              |                                          |                                          |                                          |                                          |                                          |                                          |              |              |              |              |        |        |            |            |            |            |            |            |          |          |            |            |            |            |            |            |      |      |          |          |          |          |          |          |    |    |    |    |
|             |             |             |             |              |              |              |              |                                          |                                          |                                          |                                          |                                          |                                          |              |              |              |              |        |        | のび太     | のび太     | のび太     | のび太     | のび太     | のび太     |          |          | 源静香     | 源静香     | 源静香     | 源静香     | 源静香     | 源静香     |      |      |          |          |          |          |          |          |    |    |    |    |
|             |             |             |             |              |              |              |              |                                          |                                          |                                          |                                          |                                          |                                          |              |              |              |              |        |        | のび太     | のび太     | のび太     | のび太     | のび太     | のび太     |          |          | 源静香     | 源静香     | 源静香     | 源静香     | 源静香     | 源静香     |      |      |          |          |          |          |          |          |    |    |    |    |
|             |             |             |             |              |              |              |              |                                          |                                          |                                          |                                          |                                          |                                          |              |              |              |              |        |        |            |            |            |            |            |            |          |          |            |            |            |            |            |            |      |      |          |          |          |          |          |          |    |    |    |    |
|             |             |             |             |              |              |              |              |                                          |                                          |                                          |                                          |                                          |                                          |              |              | 妻           | 妻           | 妻     | 妻     | 妻         | 妻         |            |            | ノビスケ   | ノビスケ   | ノビスケ | ノビスケ | ノビスケ   | ノビスケ   |            |            |            |            |      |      |          |          |          |          |          |          |    |    |    |    |
|             |             |             |             |              |              |              |              |                                          |                                          |                                          |                                          |                                          |                                          |              |              | 妻           | 妻           | 妻     | 妻     | 妻         | 妻         |            |            | ノビスケ   | ノビスケ   | ノビスケ | ノビスケ | ノビスケ   | ノビスケ   |            |            |            |            |      |      |          |          |          |          |          |          |    |    |    |    |
|             |             |             |             |              |              |              |              |                                          |                                          |                                          |                                          |                                          |                                          |              |              |              |              |        |        |            |            |            |            |            |            |          |          |            |            |            |            |            |            |      |      |          |          |          |          |          |          |    |    |    |    |
|             |             |             |             |              |              |              |              |                                          |                                          |                                          |                                          |                                          |                                          |              |              |              |              |        |        | のび太の孫 |            |            |            |            |            |          |          |            |            |            |            |            |            |      |      |          |          |          |          |          |          |    |    |    |    |
|             |             |             |             |              |              |              |              |                                          |                                          |                                          |                                          |                                          |                                          |              |              |              |              |        |        |            |            |            |            |            |            |          |          |            |            |            |            |            |            |      |      |          |          |          |          |          |          |    |    |    |    |
|             |             |             |             |              |              |              |              |                                          |                                          |                                          |                                          |                                          |                                          |              |              |              |              |        |        | セワシの父 | セワシの父 | セワシの父 | セワシの父 | セワシの父 | セワシの父 |          |          | セワシの母 | セワシの母 | セワシの母 | セワシの母 | セワシの母 | セワシの母 |      |      |          |          |          |          |          |          |    |    |    |    |
|             |             |             |             |              |              |              |              |                                          |                                          |                                          |                                          |                                          |                                          |              |              |              |              |        |        | セワシの父 | セワシの父 | セワシの父 | セワシの父 | セワシの父 | セワシの父 |          |          | セワシの母 | セワシの母 | セワシの母 | セワシの母 | セワシの母 | セワシの母 |      |      |          |          |          |          |          |          |    |    |    |    |
|             |             |             |             |              |              |              |              |                                          |                                          |                                          |                                          |                                          |                                          |              |              |              |              |        |        |            |            |            |            |            |            |          |          |            |            |            |            |            |            |      |      |          |          |          |          |          |          |    |    |    |    |
|             |             |             |             |              |              |              |              |                                          |                                          |                                          |                                          |                                          |                                          |              |              |              |              |        |        |            |            |            |            | セワシ     |            |          |          |            |            |            |            |            |            |      |      |          |          |          |          |          |          |    |    |    |    |

- この他は血筋不明。
- ★印はアニメのみのキャラクター、または藤本による漫画には登場しない名前。

### その他の関連人物
ノンちゃん
声 - 野村道子（1979.5）→不明（1987.3）→倉田雅世（2007.4）→五十嵐裕美（2017.10）
6巻「赤いくつの女の子」に登場する、のび太が幼稚園の頃に隣に母親（声 - 大原さやか〈2017.10〉）と住んでいた女の子。
かば島でか子
18巻「ガールフレンドカタログ」に名前付きの顔写真のみ登場。将来、のび太が知り合う予定の女性。名前の通り、カバのようで、体型が大きい。
星空はるか
18巻「ガールフレンドカタログ」に名前付きの顔写真のみ登場。将来、のび太が知り合う予定の女性。これといった特徴は特になく、写真では微笑んでいる。

## 人間関係
ドラえもん
仲がよく、固い友情で結ばれている。困った時にはドラえもんに頼るが、激しく喧嘩することもある。ドラえもんはのび太の行動に呆れたり、毒舌を吐いたりすることがある。大長編『のび太とブリキの迷宮』ではサピオから「どんなロボット?」と聞かれたのび太が「ぼくの親友さ。」と答える場面が描かれている。
ジャイアンとスネ夫
ジャイアンとスネ夫からはいじめや嫌がらせを頻繁に受けている。17巻「家がロボットになった」ではしずかの家に行こうとしているところをジャイアンに邪魔される場面が描かれている。41巻「出ちょう口目」ではジャイアンとスネ夫の2人に邪魔されている(どちらも母ちゃんに言われた留守番を一方的に押しつけられた形の妨害行為)。濡れ衣を着せられることも多い。
一方で、32巻「しずちゃんさようなら」では、先生にひどくしかられたのび太を心配する様子が描かれている。22巻「のび太救出決死探検隊」では、裏山で遭難したのび太を助けにいく場面が描かれている。
出木杉
出木杉については、彼が女子にもてるうえにしずかと親密であることでライバル視することが多く、本気で敵対したこともあるが、彼の優秀さ・誠実さを素直に認めている節もあり、見習って自分を変えようとしたり、相談にのってもらったりすることもある。出木杉自身ものび太の優しさや潜在的な能力を認めており、良き友人関係を築いている。結婚後も家族ぐるみで付き合っている描写がある。
スネ夫のママ
プラス6巻「チューシン倉でかたきうち」では、のび太はスネ夫からピコピコハンマーで複数回叩かれた後で、ピコピコハンマーで1回叩き返しただけにも拘らず、大泣きする息子の姿を見たスネ夫のママが「やばん!! ざんこく!!」と叫び、玉子にクレームの電話を入れる場面が描かれた（のび太は弁明しようとしたが、玉子は「い〜え、あんたが悪いの!!」と決め付けて一蹴した）。
近所の人
近所の人から怒られることがたびたびある。ジャイアンとスネ夫をはじめとする友人が起こした問題行為の責任を押し付けられる場合が多い。15巻「らくがきじゅう」、アニメ第2作1期「神さまロボット」では塀に落書きした罪を押し付けられて住人に殴られ、プラス5巻「ざんげぼう」、大全集15巻「望遠メガフォン」では家の窓ガラス割った罪を押し付けられて住人に怒られ、大全集7巻「どうぶつごヘッドホン」ではネコをいじめた罪を押し付けられて飼い主に怒られた。
呼称
のび太による各人の呼び方と、各人からの呼ばれ方は以下の通り。
- ドラえもん - 「のび太」（連載初期は「のび太くん」）
- しずちゃん - 「のび太さん」（「のび太くん」「のびちゃん」と呼ばれることもある）
- ママ - 「のびちゃん」「のび太」
- パパ - 「のび太」
- ジャイアン、スネ夫 - 「のび太」（稀に「のび太くん」）
- 出木杉 - 「野比くん」「のび太くん」
- 先生 - 「野比」「野比くん」
- ドラミちゃん、ジャイ子 - 「のび太さん」

## のび太の家
連載当時では平均的な木造モルタル2階建ての一軒家で、借家。原作の初期は家賃が度々値上げされ、玉子がのび助に禁煙するように訴えたりのび太の小遣いを減らそうとしたりする場面が見られた。窓は木製。庭に物置が置かれている。間取りは4LDK。1階に居間として使っている和室、応接セットと鉢植えのヤシがある応接室、のび助夫妻の寝室として使っている和室、2階にのび太の自室である和室、この向かいにもう1つ和室がある。この土地は値上がりが激しく、2、3メートル四方が100万円ほどする。のび太の部屋は畳敷きの和室で、のび太の机は東向き。大きさは6畳。

### 住所
24巻「虹谷ユメ子さん」（1981年）に登場するのび太宛の手紙の封筒には「東京都練馬区月見台」という住所が記されている。郵便番号は「176」で下2桁は空欄。
また、27巻「ポラマップスコープとポラマップ地図」（1981年）には、後楽園球場から西北西が野比家の近所であることが描かれている（練馬区の方向と一致する）。
なお、2024年9月28日放送「実用ミニカーセット」では最寄りランプが首都高速道路2号目黒線天現寺出入口であることが描かれている。
未来
25巻「のび太の結婚前夜」（1981年）では、結婚式前日のび太が、両親とともにマンションに住んでいる様子が描かれている。
6巻「のび太のおよめさん」（1971年）では、25年後の野比家がマンション12階の68号室に居を構えている描写がある（25年後の時点で両親と同居しているかどうかは不明。野比家が引っ越したのはその10年前）。のび太が少年時代を過ごした野比家の跡地は公園の公衆トイレになっていた。
21巻「未来の町にただ一人」には、セワシの住む2125年の野比家の住所は「トーキョーシティー、ネリマブロック、ススキガハラストリート」であるとののび太の台詞がある。
デマ
「最寄り駅は生田という設定だったこともある」というのは虚偽の情報。漫画「通せんぼう」（大全集6巻。『小学二年生』1974年5月号掲載）の扉絵の定期券に小さく「生田↔新宿 のびのびた」と記されていることから誤解されたもの。この回に登場する定期券はドラえもんがポケットから出した未来の道具であり、自分の駅名や名前を書いて使用するという描写はない。
その他
大全集2巻「物体瞬間移動機」には、野比家が骨川家から東に80メートルの地点にあるとの描写がある。

### 家電
連載や放送が長期に渡っているため、時代に沿った家電が設置されている。2巻「タイムふろしき」（1970年）には白黒テレビが描かれている（当時の白黒テレビの普及率はカラーテレビの2倍）。
44巻「季節カンヅメ」（1978年）には中古のクーラーが描かれている。
テレビやクーラーはしばしば壊れる回が存在する。
電話機は連載開始当初から長らく黒電話だったが、大長編『のび太と夢幻三剣士』（1993年）にてコードレスのボタン式電話機（アンテナ付でコードがない受話器と、ボタンが並んだ本体）が描かれている。45巻「ガラパ星からきた男」（1994年）にはコードありのボタン式電話機（受話器とボタンが並んだ本体）が描かれている。

## その他（漫画）

### 日常生活
小遣い
小遣いは毎月500円。しばしばお金が足りなくなって、両親に小遣いの値上げをねだり、断られるたびにドラえもんに泣きついて何か道具を出してもらう。ドラえもんは基本的には「お金を出す道具なんてないと、何度言ったらわかるんだ！」とつっぱねるが、のび太をこらしめるために後でしっぺ返しを食らう道具をわざと貸し出すこともある（円ピツ、未来小切手帳など）。
源家の風呂場
どこでもドアをはじめ、移動系や透視系の道具を使うとしずかの入浴に出くわすことが頻繁にあり、「のび太さんのエッチ!!」と言われてお湯や洗面器などを投げつけられることが多い。また、どこでもドアで源家に行こうとすると、ほぼ無条件でしずかが入浴中の風呂場につながってしまう。このことに対しのび太は、「習慣は恐ろしい」と語っている。
遅刻
自分がいつも朝遅刻して廊下に立たされたり先生に叱られていることは悪いことであると自覚しているようで、自己嫌悪に陥ることもしばしばある。よく遅刻する理由は「学校が遠すぎるから」と自己分析しているが、のび太の足では家から学校まで15分程度の距離のようである。ただし、偶然犬の尻尾を踏んで犬に追い掛け回されたり噛み付かれたりすることが少なくなく、その対処に時間を費やしてまともに登校できないこともある。
復讐
ドラえもんの道具を使って、自分をいじめたり濡れ衣を着せた者（ジャイアンとスネ夫など）、非常識な者（道端にゴミやたばこを捨てる者など）、理不尽な理由で悪者扱いした大人などに復讐することがある。しかし、持ち前の運の悪さやドジな事が災いして復讐に失敗したり、復讐された逆恨みで再度いじめられたり、いじめられそうになる事もしばしばある。
好きな芸能人
歌手の河合可愛（かわい かわい）、丸井マリ、星野スミレ、伊藤翼の大ファン。
ファンクラブ会長
ジャイアンの歌手活動のファンクラブ「剛田武ファンクラブ」会長（半ば押し付けであるが）。

### 動物
捨て犬や猫などを放っておけず、動物の方からもよく懐かれ、犬やネコの他、アリや幼木、恐竜、ゾウ、ライオン、タンポポ、果ては石ころや掃除機台風、雪（雪の精霊）や山（学校の裏山の心）にまで慕われたこともあった。また、絶滅寸前のニホンオオカミを救ったり絶滅動物のための島を作ったりし、『ドラえもん のび太と雲の王国』ではこれらの行動が結果として地球を救うことにも繋がった。
「台風」や「雪の精」など、のび太を深く慕うあまり、自身の存在と引き換えにしてでものび太を守ろうとするキャラクターも複数描かれている。

### 苦手なもの
歯医者、注射、薬が嫌いという場面が描かれている（大量の錠剤を一度に飲む場面も多く描かれている）。
26巻「地震なまず」（1980年）では地震が苦手な様子が描かれたが、34巻「地震訓練ペーパー」（1984年）では道具の力で訓練したことで震度7でも平然としていられるほどの耐性を身に付けた。雷も苦手だったが、道具による訓練で克服している。
苦手かどうか不明なもの
21巻「未来の町にただ一人」では、タイムマシンの出口が思いがけなく高所に開いて取り残された際に「誰か助けてえ。」「ぼくは高所恐怖症なんだ。」と叫んでいるが、他の回では高所を怖がらない描写も数多くある。

### 家出
家出する場面が複数回描かれている。家出の理由は親に怒られたことなど。
14巻「無人島へ家出」（1976年）では、家出先の無人島で10年間暮らした。この時のび太は「ぼくがおとなになったら、このまんがおしまいじゃないか!!」と叫んでいる。
25巻「のび太のなが〜い家出」（1981年）では、10分が1時間に感じられる時間ナガナガ光線を使って、3時間だけ家出した。
大長編『のび太の日本誕生』（1988年）では、7万年前の石器時代に家出した。
この他に、14巻「家がだんだん遠くなる」（1977年3月）、15巻「ナイヘヤドア」（1977年4月）、32巻「オンボロ旅館をたて直せ」（1980年）にも家出が描かれている。
その他、36巻「のび太の息子が家出した」（1984年）では家出を思い立ったが実行はしなかった。9巻「デンデンハウスは気楽だな」（1975年）では「家入り」と称して籠城を行った。

### 食べ物の嗜好
漫画では、野比家が外食をするシーンはほとんど描かれないが、出前を取ることは多い。また、玉子がごちそうを奮発する ことがあり、またのび太もその腕前を評価している。大長編ではカレーライス、お子様ランチなど、子供らしい料理を注文している。江戸時代での生活を試みた際には、粟のおかゆを不味く感じ、また菜っ葉の汁や漬物との食べ合わせから、カレーライスやハンバーグを懐かしむ様子も見られた。
好物だという描写のある食べ物
- 餅[135]
- しるかけごはん[136]
- 刺身[137]
- 柏餅[138]
- ブドウ[139]
- ホットケーキ[140]
- たらこのおにぎり[141]
- 梨[142]
- ケーキ[143]
- 卵焼き[143]
- ラーメン[126]
- すき焼き[144]
- カップ麺[145]

嫌いであるとされる食べ物
- 刺身を除いた魚全般、特にイワシ[143]
- ニンジン[146]
- ピーマン[147]

## 配役

### 担当声優

#### 日本
- 太田淑子（初代：テレビアニメ第1作）[148]
- 小原乃梨子（2代目：テレビアニメ第2作第1期）[149]
- 大原めぐみ（3代目：テレビアニメ第2作第2期）

テレビアニメ第2作第1期（代役、過去・未来）
- 代役：丸山裕子（第97話 - 第102話）[150]
- 赤子時：小原乃梨子（1979.7 - 1987.10）→松本さち（2002.3）
- 幼少時代：小原乃梨子（1979.5 - 1994.4）→大本眞基子（2000.3 - 2004.3）
- 青年・大人時代：井上和彦（1979.5）→三橋洋一（1979）→小原乃梨子（1980.8 - 1981.10）→塩屋浩三（1984.10、高校生・大人）→橋本晃一（1987.10 - 1987.12）→拡森信吾（1989.5 - 1989.10）→小原乃梨子（1999.3 - 2004）
- 大人時代（45年後）：大川透（2005.3）

テレビアニメ第2作第2期（過去・未来）
- 赤子時：大原めぐみ（2008.4 - ）
- 幼少時代：門脇舞以（2005.4 - 2007.4）→大原めぐみ（2008.4 - ）→寺崎裕香（2021.2）
- 青年・大人時代：川中子雅人（2005.8、ガキ大将）、堀秀行（2006.4 - ）、大原めぐみ（2011.3、2014）
- 大人時代（45年後）：堀秀行（2009）

映画『STAND BY ME ドラえもん』シリーズ
第1作は2014.8、第2作は2020.11に公開。
- 赤子時：守屋楽弥（第2作）
- 幼少時代：川原瑛都（第2作）
- 青年時代：妻夫木聡（第1作、第2作）

また、太田はアニメ第2作第1期でセワシ、第2作第1期の小原は第1作では野比玉子の声とそれぞれ別々の役柄で出演している。吹き替えに関しては1987年に放送された「タイムカプセル」「タイムワープリール」では橋本晃一が担当、1989年の映画『ドラミちゃん ミニドラSOS!!!』以降からは広森信吾が担当していたが、1995年ごろから未来ののび太が登場する機会が減ったために広森信吾がのび太として出演することはなかった。代わって登場したのが大川透だが、レギュラー通常放送の最後の一回のみの出演である。
なお、末期には『のび太の結婚前夜』が映画化された影響で大人ののび太を登場させる必要があったために、それまでのアニメ版のデザインをほぼ踏襲したメガネをかけたスタイルで大人ののび太が登場したが、このときは広森ではなく、小原が声をやや太めにして演じ別けていた。広森担当の大人のび太が登場する作品は比較的ソフト化されているものが多く、映画としては『ドラミちゃん ミニドラSOS!!!』が唯一で、ほかにドラえもんの特番として放送された「雪山のプレゼント」「無人島はボクの島」「家庭科エプロン」がある。
第2作第2期では主に堀秀行が担当しているが、『のび太の結婚前夜』が放送（2011年3月18日）されたときは小原同様、大原が演じ分けた。

#### 外国版
- ジョニー・ヨング・ボッシュ（アメリカ合衆国）
- イ・ミジャ（韓国・MBC版）
- キム・ジョンア（韓国・チャンプ版／映画）

### 俳優
- 坂本真 -『ドラえもん のび太とアニマル惑星』舞台版。
- 妻夫木聡[注 40] - 2011年11月から放送されるトヨタ自動車 コーポレートCMにて担当。『Re BORN』も参照。しずかとは結婚しておらず30歳になって無免許で独身という設定。ドジな性格は変わっていない。トヨタウンの住人としても登場する。
- 堺雅人[151]- 2020年3月より放送されたソフトバンクのテレビCM「SoftBank 5G 5Gってドラえもん?篇」にて担当。45歳時を担当。
- 鈴木福 - 2020年3月より放送されたソフトバンクのテレビCM「SoftBank 5G 5Gってドラえもん?篇」にて担当。15歳時を担当。

## テーマソング
「のんきなのび太くん」
作詞：ばばすすむ、作曲・編曲：菊池俊輔、歌：小原乃梨子
「のび太くん0点」
作詞：マイクスギヤマ、作曲・編曲：沢田完、歌：大原めぐみ、セリフ：水田わさび
「キミのなかののび太」
作詞：マイクスギヤマ、作曲・編曲：沢田完、歌：堀江美都子

### のび太役の声優が歌唱する歌
「あした・あさって・しあさって」
作詞：高田ひろお、作曲：菊池俊輔、歌：小原乃梨子/森の木児童合唱団

## アニメ
アニメでの設定や描写などについて述べる。
身長
大人ののび太の身長が176.9cmである描写が1999年のアニメ映画『のび太の結婚前夜』内にある。
体格
テレビアニメ第2作1期で大人ののび太は少年時代の特徴を残したまま大人になった印象で、細身で眼鏡をかけているが、テレビアニメ第2作2期における大人ののび太は原作漫画に準拠したキャラクターデザインになっている。
衣服
テレビアニメ第2作1期では、基本的に、襟部分だけが白い、黄色のシャツに紺色の半ズボン姿（一部の例外を除く）。テレビアニメ第2作2期ではほぼエピソードごとに服装が異なっていたが2017年7月28日の｢あの名作が帰ってくる！ドラえもん夏の1時間スペシャル｣からは再度リニューアルが行われ、黄色もしくは赤色、水色の襟付きシャツを着るようになった。
睡眠
第2作1期「予言者ジャイアン」では0.3秒で眠りにつく姿が描かれた。
夢の中の説教
映画『のび太のパラレル西遊記』では、のび太の夢の中に出てくる釈迦役のドラえもんが、孫悟空役ののび太に対して「勉強はしない、ママの言うことは聞かない、すぐに泣く、ドラえもんをいじめる」と言われる場面が描かれている。
○×問題
○×問題で全20問すべてを間違えたことがある（数学的に無作為に回答した場合、20問全部外す確率は2−20、つまり1,048,576回に1回の割合）。
100点
2009年11月13日放送「宇宙人を追いかえせ!」（アニメオリジナル）にて、まぐれで100点を取る場面が描かれている。
作文
小学2年のときの作文は読めないほど汚く（しかもたったの1行）、赤ペンで「もうすこしがんばりましょう」と書かれていた。
あやとり
「のび太のママ」というをあやとり技が登場する。
野比家の住所
以下に記したアニメ第2作の画面に登場する住所は、その回のアニメスタッフにより作画されたもの。
1973年のテレビアニメ第1作では都心から離れた住宅街という設定（練馬区も該当する）。
1. 東京都中練馬区 3-14-（以下不明）（1980年）[157]
2. 東京都田無市大字田無1234（1990年）[158]
3. 多摩地区（1996年）[159][注 42]

大人ののび太の職業
書籍『コロコロコミックデラックス 映画アニメドラえもん・ドラミちゃん』に、環境保護局の自然調査員に就職するとの記載がある（アニメのみの設定）。
近所の人から怒られた例
テレビアニメ第2作第1期「ほしい人アロー」では、少年に犬を飼ってほしいと頼んだ際、その少年が我が儘を言ったため、のび太は怒ったが、少年が泣いた後、その母親が現れ、「貴方何年生?子供を虐めるつもり?そんなんじゃ将来、ろくな大人にならないわよ!」とのび太に怒り、のび太は泣いてしまった。
神成さんへの復讐
テレビアニメ第2作第1期「真実の旗印」ではのび太を落書きの犯人と決めつけて壁の掃除をさせた神成さんに対して、わざと塀に落書きをし、「真実の旗印」を見せて「壁に落書きされている家には福が訪れ、落書きが多いほど福が多く来る」と嘘を述べた。
アニメでの嫌いなもの
2005年4月22日放送「のろのろ、じたばた」ではコロンが嫌いという場面が描かれた（原作漫画での「薬はきらい」という設定が変更されたもの）。

アニメで好物だという描写のある食べ物
- チーズバーグ[160]
- ドーナツ（ミスタードーナツのパロディのマスタードーナツ）[161]
- スパゲッティナポリタン[162]
- バナナ[163]
- サクランボ[164]
- から揚げ[165]
- 卵かけご飯[166]
- カレー[167]

アニメでの名前の由来
「ぼくの生まれた日」を参照。
『パラレル西遊記』での名前の漢字表記
映画『パラレル西遊記』の予告ではのび太の漢字表記は「乃比太」とされている。

### アニメののび太の家
アニメ第1作での間取り
アニメ第2作第1期
テレビアニメ第2作第1期放送の際に起こされた間取り図は、原作と大きく異なっている。玄関には大きな窓がついている。ダイニングキッチンには裏口がある設定となり、大型ガス湯沸かし器が備え付けられている。原作にはベランダが登場している。
のび太の部屋は、原作ではのび太の机から見て右側（真後ろの場合もある）が出入り口のドアなのだが、本作ではふすまとなっていて、窓は出窓。また、ドラえもんの寝る場所はのび太の机からむかって後ろの位置にある押入れだった。
また、窓枠について、初期は木製だったが、放送期間が長くなるにつれてアルミサッシに変更されている。
アニメ第2作第2期
大きくアレンジされていたテレビアニメ第2作第1期での間取りから原作寄りに修正が図られた。のび太の部屋は基本的に原作準拠で、向かってのび太の机の右側が押入れとなり、出窓は雨戸が付いた窓（原作では右側に付いているが、左側となっている）になり、部屋の出入口はのび太の机の真後ろとなっている。また、机も以前のスチールの机から原作と同じ木机に変更されている。ただし、床は原作と違って緑色のカーペットが敷かれており、2階の使われていなかった和室が消えて3DKになる。また、階段の位置（進行方向）も変更された。
アニメでの野比家の家電
映画『のび太と竜の騎士』ではAVタイプのテレビが描かれている。映画『のび太のねじ巻き都市冒険記』ではダイニングキッチンにテレビが描かれている。

## 藤本没後の漫画
ドラえもんとの友情
大長編『のび太とロボット王国』では「機械（ロボット）に感情は必要ない。」と言い放つデスターに対して「ドラえもんは機械じゃない、友達だ!」と訴える場面が描かれている。
動植物、ロボットを傷つける者への怒り
動植物やロボットを傷つける者に対して怒りを露わにすることがあり、『のび太の南海大冒険』では地球上の生物を軍用の改造生物に作り上げ、様々な時代に売り飛ばそうとする時間犯罪者たちに激しい怒りを見せており、拳銃で生物の改造装置を破壊している。『のび太とロボット王国』ではロボットたちから感情を抜き取ろうとするデスターに対して怒りを見せており、彼らの前で「勝手過ぎる!」と訴えている。

## スピンオフ漫画
藤本以外の作者による漫画作品における事項を記す。
テスト
『ザ・ドラえもんズ スペシャル』3巻「戦国の覇王」では歴史のテスト勉強のためにタイムマシンで戦国時代を冒険し、85点を取った。

## 海外版
中国語圏の訳名は「野比大雄」または、「野比康夫」、「野比大宝」の3つが存在し、映画の名前をつけるときなどは「電影哆啦A夢 大雄的人魚大海戦」（日本語表記：映画ドラえもん のび太の人魚大海戦）のように、「大雄」が多く用いられる。
韓国語版では「ノ・ジング（노진구）」という訳名。
英語版では「NOBY（ノビー）」の愛称で呼ばれている。

## その他
恐竜に命名
中国四川省で見付かった新種の肉食恐竜（足跡化石）に「のび太」を由来とするエウブロンテス・ノビタイと名付けられた。名付けたのは中国地質大学のシン・リダ（邢　立達）准教授で、幼い頃からドラえもんが好きでのび太の夢を叶えたかったと述べた。
都市伝説
国立療養所久美浜病院の所在地、神奈川県横須賀市野比に由来しているとする都市伝説が地方新聞の記事になったことがあるが、藤子プロなどの関係者から、同事実があるという証言は一切得られていない（そもそも前提で語られている「藤本が1960年代に国立療養所久美浜病院に入院していた」という内容が史実に一切ない）。